# Georges VI d'Iméréthie
Georges VI d’Iméréthie  (Giorgi-Malakia Abaschidzé géorgien : გიორგი-მალაქია აბაშიძე)  est prince Abaschidzé de 1702 à 1722 et roi d'Iméréthie sous le nom de Georges VI de 1702 à 1707.

## Biographie
Georges Abaschidzé est issu d’une famille de grands féodaux d’Iméréthie. Fils du prince Paata Ier Abaschidzé (mort en 1658) et frère cadet de Paata II Abschidzé (1658-1684), il est destiné à l’Église : il est prêtre jusque vers 1684 et, sous le nom de Malakia (« Malachie »), archevêque de Koutaïssi de 1700 à 1702. Il gouverne en fait les principautés détenues par la famille d'Abaschidzé au nom de son neveu, Zourab Ier Abaschidzé (1684-1720).
Toutefois, son goût du pouvoir et la période de totale anarchie qui fait suite au règne déjà passablement troublé du roi aveugle Bagrat V d'Iméréthie lui permettent de jouer un rôle de premier plan en Iméréthie. Il est un véritable « Faiseur de rois », n’hésitant pas au besoin à exclure du trône la lignée des Bagration.
Après avoir imposé des rois plus ou moins fantoches qu’il s’attache en leur faisant épouser ses filles, il assume lui-même la royauté après avoir déposé son gendre, un Guriéli, Mamia Ier, qu’il a porté au trône. Il est déposé par les nobles partisans de l’héritier légitime des Bagratides, Georges VII d'Iméréthie.
Il doit s’exiler au Karthli où il est accueilli par le roi Vakhtang VI. Il meurt à Tiflis le 15 octobre 1722.

## Mariage et descendance
Georges V Abaschidzé laisse une nombreuse descendance, qu’il a largement utilisée pour conclure des alliances et imposer son autorité :
- Paata III Abaschidzé, mort après 1742 ;
- Lévan Abaschidzé, tué le 14 décembre 1757, régent de facto d’Iméréthie de 1707 à 1725, dont :
  - une fille qui épouse en 1732 Alexandre V d'Iméréthie ;
  - Kai Khosrov antiroi d'Iméréthie en 1784
- Héléne (Eléni), qui épouse en 1698 Mamia IV de Gourie et en divorce en 1711 ;
- Thamar, morte en 1708, qui épouse  en 1691 le roi Alexandre IV d'Iméréthie, puis en 1696 Georges V Gotcha, puis en 1700 Georges IV Tchikovani, prince de Mingrélie ;
- Anica, morte en 1731, qui épouse en 1698 Simon Ier, tué en 1701 ;
- une fille qui épouse en 1712 Georges VII d'Iméréthie et en divorce en 1713 ;
- Mariami, qui épouse en 1717 le prince Vakhoucht l’Historien, fils illégitime du roi Vakhtang VI de Karthli.

## Sources
- Marie-Félicité Brosset, Histoire de la Géorgie, tome II : Histoire moderne de la Géorgie, réédition Adamant Media Corporation  (ISBN 0543944808), p. 301-304.
- (en) « Souverains d'Iméréthie, page 6 » (consulté le 11 mars 2013)
- (en) « Princes Abaschidzé, page 1 » (consulté le 11 mars 2013)